# Бугаська сільська рада
| Бугаська сільська рада — колишній орган місцевого самоврядування у Волноваському районі Донецької області з адміністративним центром у с. Бугас. Сільській раді були підпорядковані населені пункти: - с. Бугас |

## Склад ради
Рада складалася з 16 депутатів та голови.

## Керівний склад сільської ради
| ПІБ                       | Основні відомості                                                         | Дата обрання | Дата звільнення |
| ------------------------- | ------------------------------------------------------------------------- | ------------ | --------------- |
| Хаджинов Лазар Васильович | Сільський голова, 1964 року народження, освіта, безпартійний              | 26.03.2006   | 10.02.2010      |
| Талах Микола Іванович     | Сільський голова, 1964 року народження, освіта вища, член Партії регіонів | 31.10.2010   |                 |

Примітка: таблиця складена за даними джерела